# Вељке Орвиште
Вељке Орвиште (слч. Veľké Orvište) насељено је мјесто са административним статусом сеоске општине (слч. obec) у округу Пјештјани, у Трнавском крају, Словачка Република.

## Становништво
| Година:    | 1994. | 2004.   | 2014.   | 2024.   |
| ---------- | ----- | ------- | ------- | ------- |
| Број људи: | 952   | 1004    | 1073    | 1046    |
| Разлика:   |       | +5,46 % | +6,87 % | -2,51 % |

| Година:    | 2023. | 2024.   |
| ---------- | ----- | ------- |
| Број људи: | 1029  | 1046    |
| Разлика:   |       | +1,65 % |

Према подацима о броју становника из 2024. године насеље је имало 1046 становника.